# ルスタヴェリ駅
ルスタヴェリ駅（ルスタヴェリえきグルジア語: რუსთაველი、グルジア語ラテン翻字: Rustaveli）は、ジョージアのトビリシムタツミンダ地区にあるトビリシ地下鉄1号線の駅である。地下60メートルというトビリシ地下鉄で最も深い場所に位置する駅である。
ルスタヴェリ大通りの北端にあるルスタヴェリ広場のすぐ近く位置する。1966年1月にルスタヴェリ広場駅（グルジア語: რუსთაველის მოედანი、グルジア語ラテン翻字: Rustaveli Moedani）として開業した。駅名の由来は、駅の出入口が同広場に面していたことによる。

## 歴史
- 1966年1月11日 - トビリシ地下鉄の終着駅、ルスタヴェリ広場駅として開業。
- 1967年11月6日 - アフメテリ＝ヴァルケティリ線が300アラグヴェリ駅まで延伸したことで中間駅となる。

## 駅構造

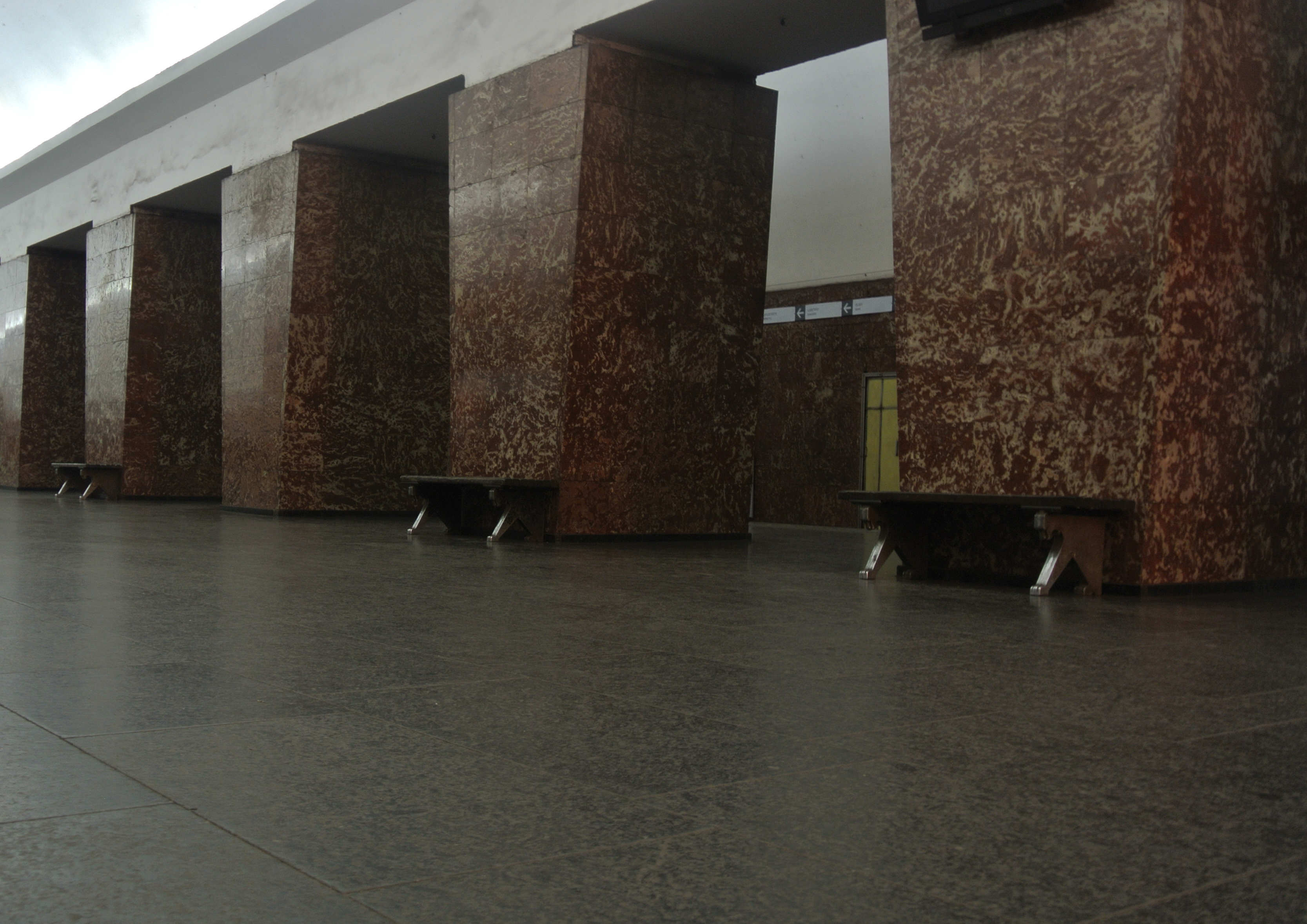
駅構内

駅の入口には、彫刻家のエルグジャ・アマシュケリによって作られたショタ・ルスタヴェリと「タイガー・スキナー」をテーマにした像がある。ホームには虎と召使いのレリーフが飾られている。

## 駅周辺
- ルスタヴェリ広場
- 第一共和国広場
- ジョージア国立オペラ劇場（グルジア語版）
- ルスタヴェリ劇場
- ジョージア国立科学アカデミー（グルジア語版）
- カシヴェティ教会（グルジア語版）
- ジョージア美術館（グルジア語版）
- シモン・ジャナシア記念ジョージア博物館（グルジア語版）